# Ole André Myhrvold

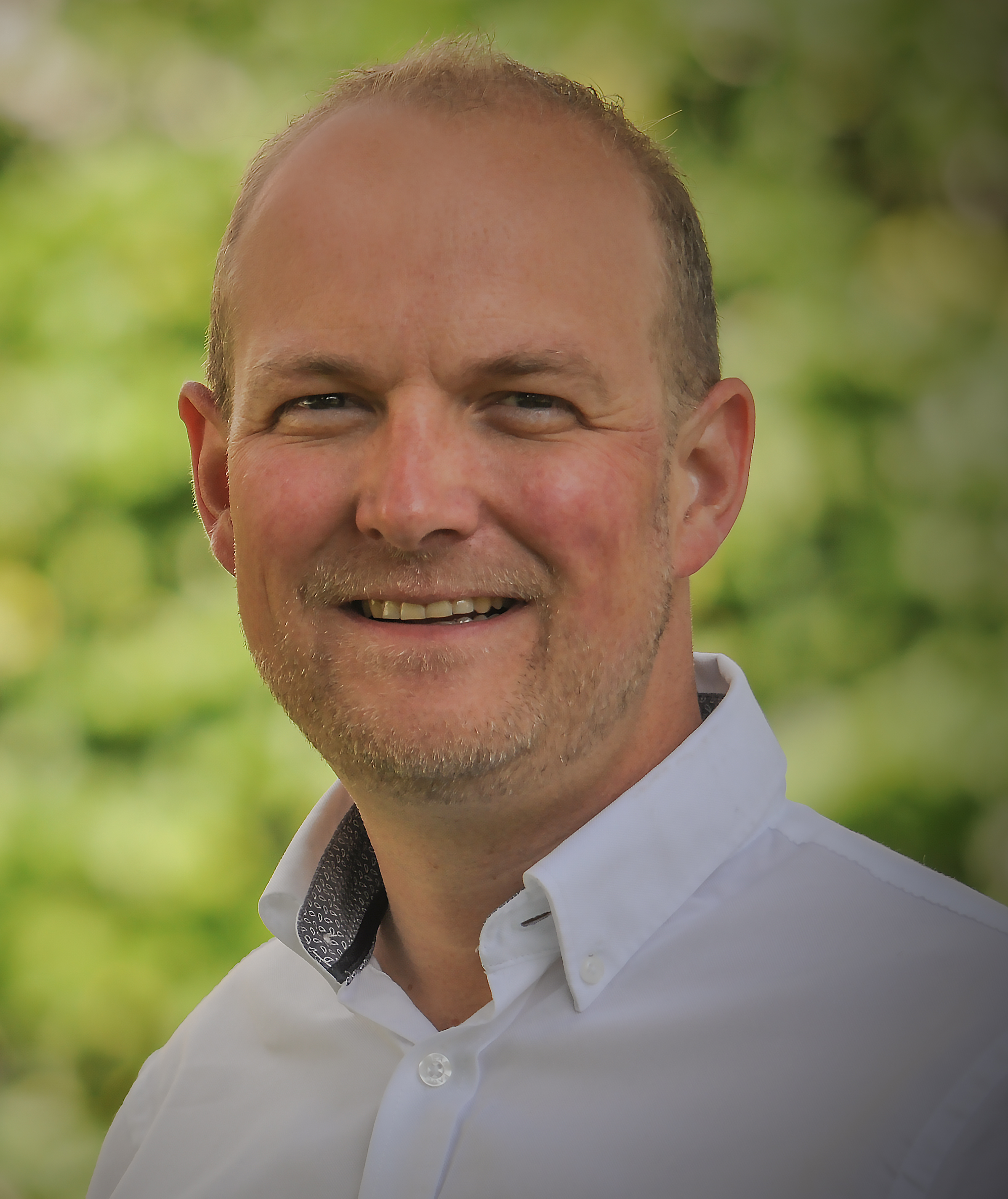
Ole André Myhrvold, 2017

Ole André Myhrvold (* 10. Juni 1978 in Trøgstad) ist ein norwegischer Politiker der Senterpartiet (Sp). Seit 2017 ist er Abgeordneter im Storting.

## Leben
Myhrvold kam in Trøgstad zur Welt und wuchs dort auch auf. Er stand in den Jahren 1995 bis 1998 der Sp-Parteijugend Senterungdommen im Fylke Østfold vor. In den Jahren 1998 bis 2000 fungierte Myhrvold als stellvertretender Vorstand der Senterungdommen auf Landesebene. Des Weiteren war er in der Jugendorganisation der EU-kritischen Organisation Nei til EU tätig. In den Jahren 1999 bis 2001 studierte er im Bereich Öffentlichkeitsarbeit an der Hochschule Hedmark. Anschließend arbeitete er unter anderem als Journalist und in der Öffentlichkeitsarbeit bei verschiedenen Firmen. Bis 2011 war er bei der Genossenschaft Coop Norge tätig. Im Jahr 2007 zog er erstmals in das Kommunalparlament von Trøgstad ein, zwischen 2011 und 2017 fungierte er als Bürgermeister der damaligen Gemeinde.
Myhrvold zog bei der Parlamentswahl 2017 erstmals in das norwegische Nationalparlament Storting ein. Dort vertritt er den Wahlkreis Østfold. Er war der erste Senterpartiet-Politiker in 20 Jahren, der für diesen Wahlkreis Mitglied des Parlaments wurde. Myhrvold wurde Mitglied im Energie- und Umweltausschuss und verblieb dort auch nach der Wahl 2021. Im September 2023 wechselte er während der laufenden Legislaturperiode in den Finanzausschuss und wurde Mitglied im Fraktionsvorstand.